# Соломонс, Анзель
Анзель Соломонс (англ. Anzel Solomons, ур. Лаубшер (англ. Laubscher); род. 6 января 1978) — южноафриканская шахматистка, международный мастер среди женщин (2003).

## Биография
Звание международного мастера по шахматам среди женщин получила за победу в зональном турнире Африки в Ботсване.  В 2007 году в Виндхуке завоевала серебряную медаль на индивидуальном чемпионате Африки по шахматам среди женщин. В 2008 году в Нальчике в первом туре проиграла Сюй Юйхуа. В 2011 году заняла второе место в международном турнире по швейцарской системе в Луанде. В 2014 году завоевала свою вторую серебряную медаль на индивидуальном чемпионате Африки по шахматам среди женщин.
Представляла Южно-Африканскую Республику на семи шахматных олимпиадах (1998, 2006—2016) и на командном чемпионате мира по шахматам в 2011 году. Два раза участвовала в командном турнире по шахматам среди женщин в Африканских играх (2007-2011), где в командном зачете завоевала серебряную (2007) и бронзовую (2011) медаль, а в индивидуальном зачете завоевала бронзовую (2011) медаль.